# Pseudomonas umsongensis
Espèce
Pseudomonas umsongensis est une bactérie à Gram négatif non sporulante découverte en 2003 dans la région d'Umsong en Corée. Elle appartient au genre Pseudomonas du phylum des Proteobacteria et la souche-type est dénommée LMG 21317.

## Étymologie
Le nom de genre Pseudomonas provient de l'adjectif grec pseudês qui veut dire "faux" et du nom féminin grec monas qui veut dire "unité", "monade", et par extension "organisme unicellulaire" ; ainsi le nom entier veut dire "fausse monade". Le nom d'espèce, umsongensis, se réfère à la région d'Umsong en Corée où la bactérie a été découverte en premier lieu.

## Morphologie et physiologie[1]
Les cellules de Pseudomonas umsongensis ont une forme de bâtonnet de proportions d'environ 1 {\displaystyle \times } 1,5 µm. Elles possèdent un flagelle unique polaire qui leur confère une certaine motilité. Les colonies étalées sur du milieu LB affichent une couleur blanc-jaune et ont une forme circulaire ; de plus, elles produisent un pigment fluorescent en milieux King B et PAF. Les auteurs ne mentionnent pas d'optimum de température et pH mais signalent que les souches poussent à 4 °C mais pas à 37 °C et à une salinité préférentielle de 5% mais pas supérieure à 7%.  
Cette bactérie se nourrit de plusieurs substrats organiques, dont des sucres (fructose, arabinose, mannose...), des acides carboxyliques (acétate, citrate...). ou encore des acides aminés (alanine, proline, sérine...).
Le taux de GC de cette bactérie est de 60%.